# Жан-Франсуа Рафаеллі
Жан-Франсуа Рафаеллі (фр. Jean-François Raffaëlli; 20 квітня 1850—10 лютого 1924) — французький живописець, гравер, ілюстратор, побутописець Парижа. Італієць за походженням, Рафаеллі жив і працював у Франції.
Народився 20 квітня 1850 року у Парижі. З 1868 почав відвідувати Школу витончених мистецтв (École nationale supérieure des Beaux-Arts), майстерню Жан-Леона Жерома. Дебютував на Паризькому салоні у 1870 році.
Рафаеллі дружив з Едгаром Дега. Завдяки протекції останнього взяв участь у П'ятій (1880 рік) та Шостий (1881 рік) виставках імпресіоністів, ставши частково причиною розколу серед художників — основоположників руху, оскільки багато хто критикував Рафаеллі за поверхнево засвоєну імпресіоністську манеру.
З 1891 року Рафаеллі став виставлятися у Національному товаристві образотворчих мистецтв та художній галереї Жоржа Пті.
Напередодні Всесвітньої виставки в Парижі в 1900 Рафаеллі працював над випуском спеціального видання про місто.
В останні роки життя Рафаеллі сконцентрувався на створенні кольорових гравюр та став досить відомим майстром.
Помер в Парижі 1924 року похований на цвинтарі Пер-Лашез.

## Картини

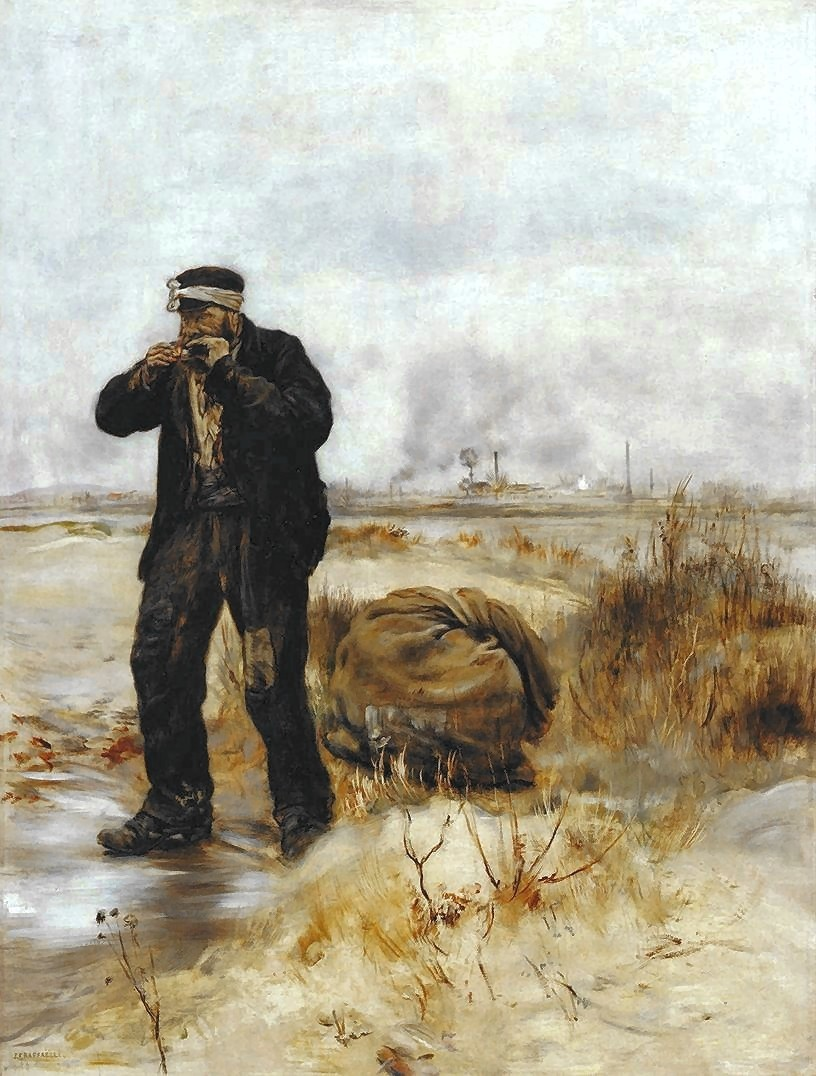
Старик, що закурює трубку
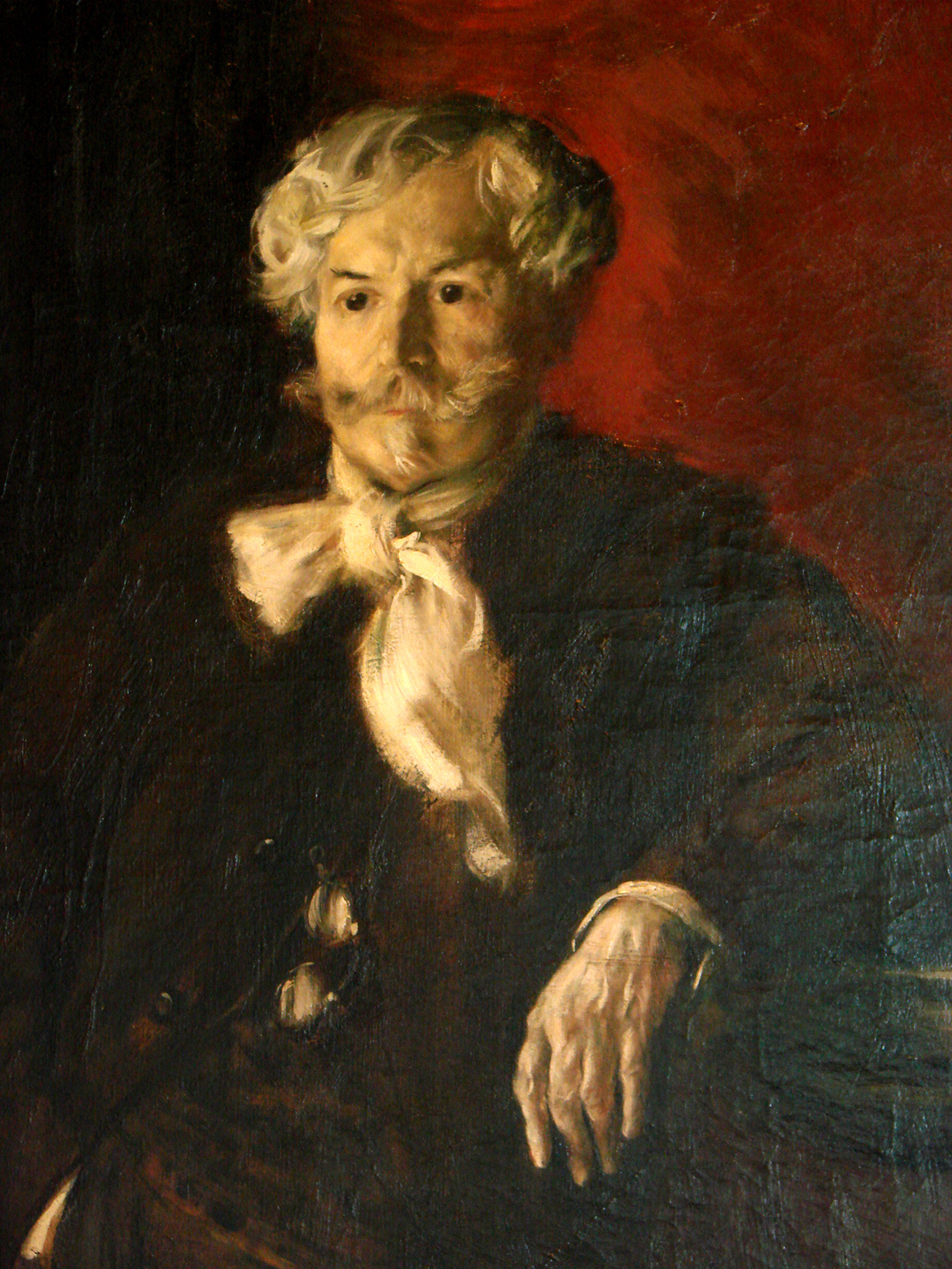
Портрет Едмона Гонкуру
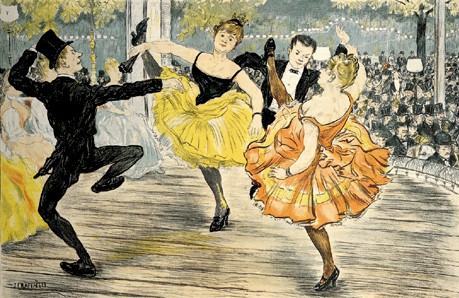
Кадріль (1886).
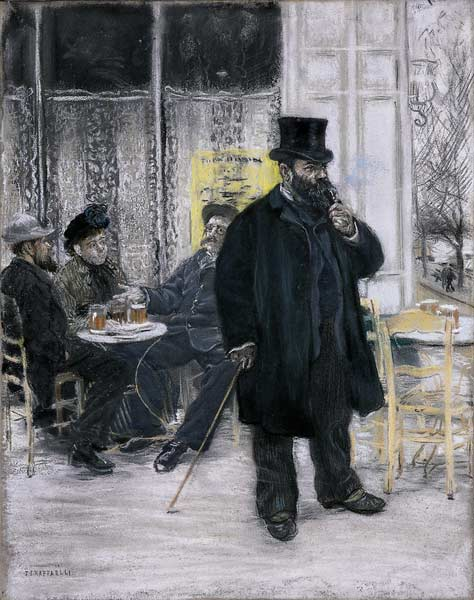
Богема у кафе. (1886)
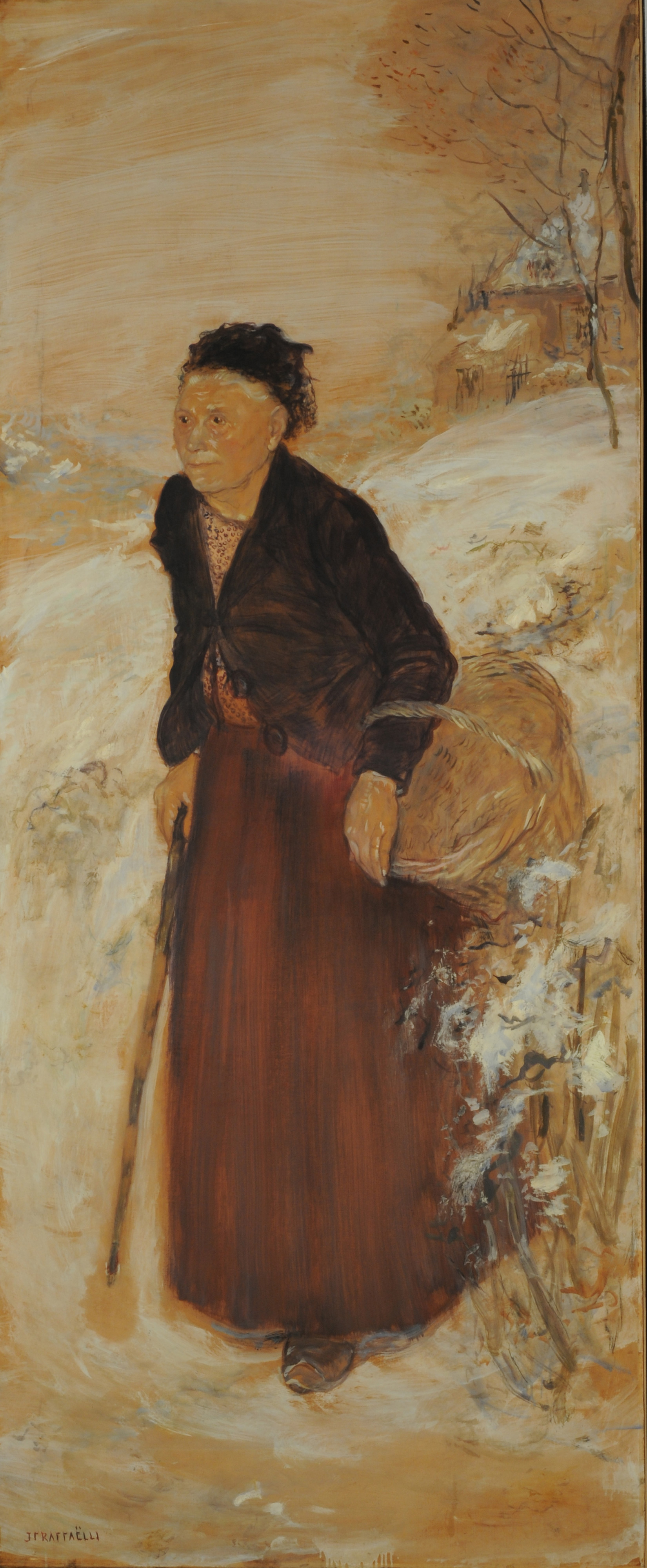
Стара в снігу.
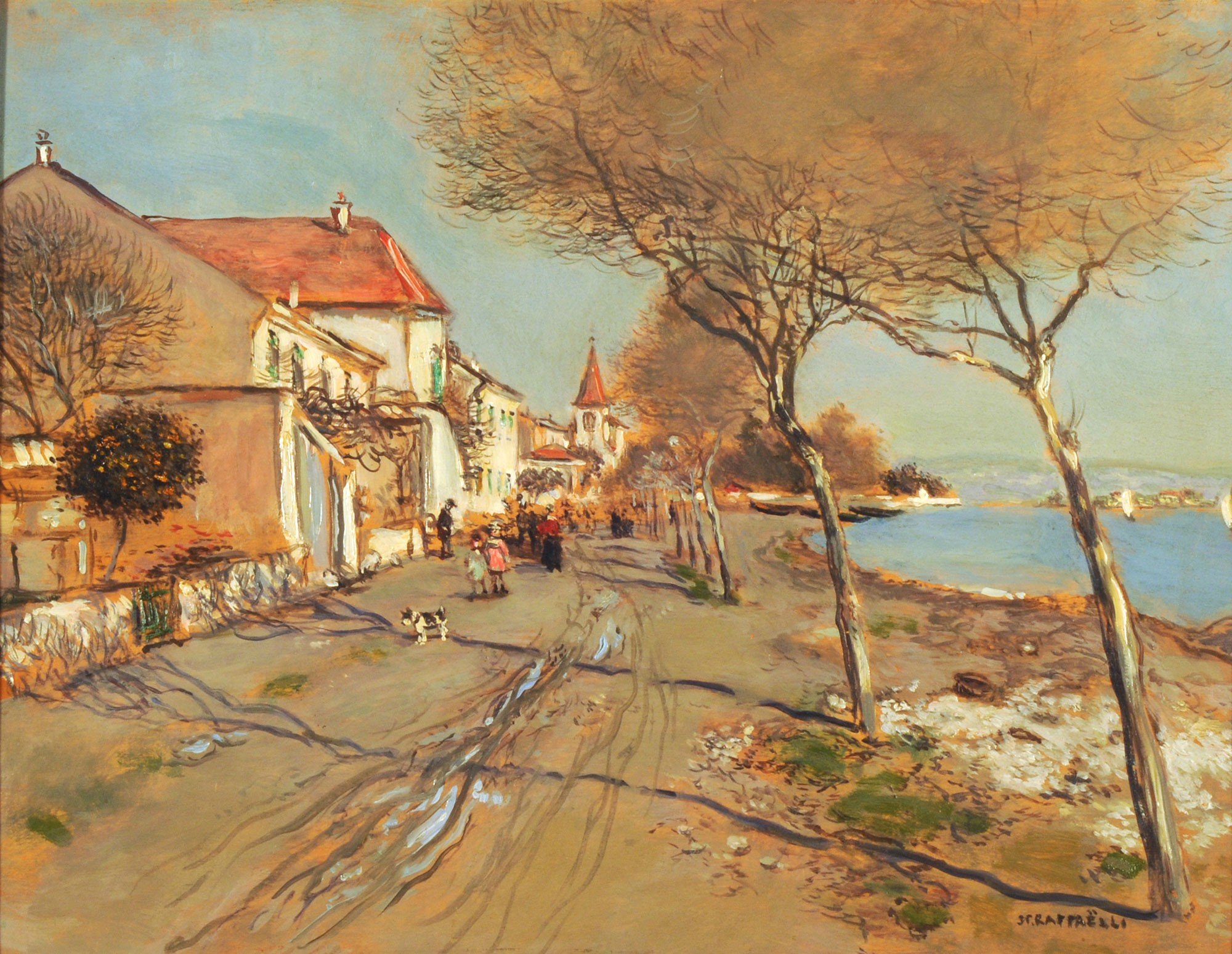
Пейзаж